# 切沃沃奥尔
切沃沃奥尔（Chevvoor），是印度喀拉拉邦Thrissur县的一个城镇。总人口17373（2001年）。

## 人口
该地2001年总人口17373人，其中男性8324人，女性9049人；0—6岁人口1872人，其中男946人，女926人；识字率84.22%，其中男性为86.41%，女性为82.21%。